# Wzór Gell-Manna-Nishijimy
Wzór Gell-Manna-Nishijimy – równanie opisujące własności hadronów, łącząc liczby kwantowe, czyli liczbę barionową {\displaystyle B,} dziwność {\displaystyle S} i izospin {\displaystyle I_{z},} z ładunkiem elektrycznym {\displaystyle Q.} Zostało zaproponowane przez Kazuhika Nishijimę i Tadao Nakano (w 1953) oraz, niezależnie, Murraya Gell-Manna (w 1956).
Równanie to ma następującą postać:
{\displaystyle Q=I_{z}+{\frac {1}{2}}(B+S).}
Pierwotnie wzór sformułowano na podstawie eksperymentów. Obecnie jest rozumiany jako następstwo wprowadzenia modelu kwarkowego.
W uproszczeniu, ładunek elektryczny {\displaystyle Q} cząstki wiąże się z jej izospinem {\displaystyle I_{z}} i hiperładunkiem {\displaystyle Y} poniższą zależnością:
{\displaystyle Q=I_{z}+{\frac {1}{2}}Y.}